# Focke-Wulf Fw 47
O Focke-Wulf Fw 47 Höhengeier (em português: "Abutre"), denominado dentro da empresa por A 47, foi uma aeronave meteorológica desenvolvida pela Focke-Wulf, na Alemanha, em 1931. Várias dezenas de unidades foram produzidas para equiparem estações meteorológicas por toda a Alemanha em 1932.